# Dom Mrongowiusza w Olsztynku
Dom Mrongowiusza w Olsztynku – zabytkowa, dawna baszta miejska w murach obronnych Olsztynka przystosowana w XVI wieku na cele mieszkalne – 19 lipca 1764 urodził się tutaj kaznodzieja, językoznawca i bojownik o polskość Warmii i Mazur, Krzysztof Celestyn Mrongowiusz. Obecnie budynek pełni rolę muzeum. Obiekt znajduje się przy olsztyneckim kościele poewangelickim, który stanowi obecnie galerię sztuki Muzeum Budownictwa Ludowego w Olsztynku. 

## Historia

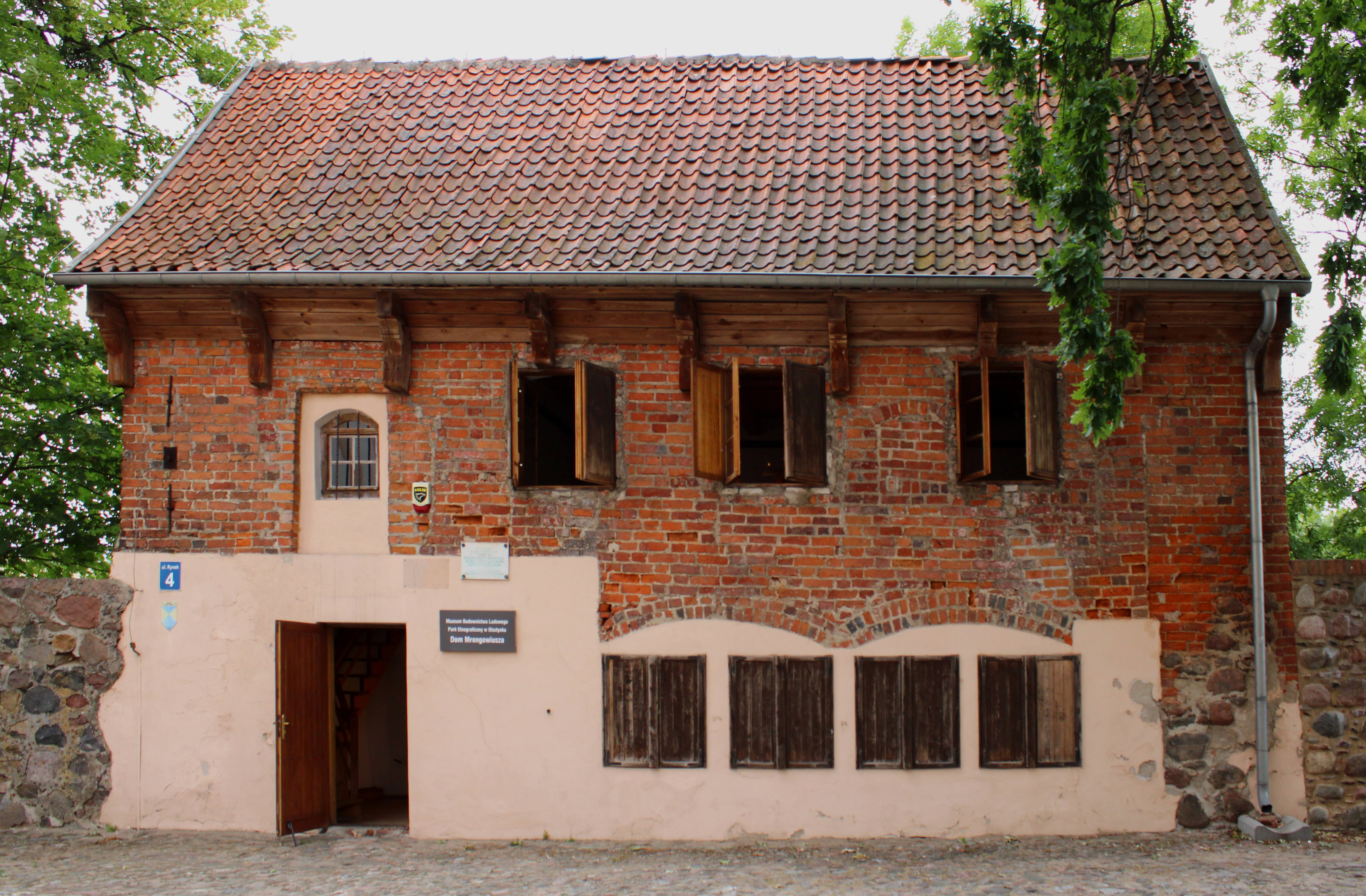
Elewacja od strony Rynku

Średniowieczne baszty przebudowywano w XVI wieku na domy poprzez dostawienie ściany od strony miasta i dachu. Dom Mrongowiusza uzyskał swój obecny wygląd w drugiej połowie XVI wieku. Stanowił własność lokalnej parafii ewangelickiej. Mieścił szkołę ewangelicką (na piętrze) i mieszkanie rektora (nauczyciela) na parterze. 
Od 1761 do 1767 w dawnej baszcie zamieszkiwała rodzina Bartłomieja Mrongowiusza i tutaj urodził się Krzysztof Celestyn.
W 1894 obiekt został wydzierżawiony przez miasto. Ulokowano tu szpital i przytułek dla starców. Po II wojnie światowej – do końca lat 70. XX wieku – w domu mieszkali lokatorzy. Potem przeznaczono go na cele muzealne. 28 listopada 1956 wpisano go do rejestru zabytków pod numerem a-197. Obecnie stanowi oddział Muzeum Budownictwa Ludowego w Olsztynku.

## Ekspozycja
Na wystawę stałą placówki składają się dwie ekspozycje tematyczne poświęcone: Krzysztofowi Celestynowi Mrongowiuszowi (parter) oraz materialnemu dziedzictwu kulturowemu Warmii, którego elementem są średniowieczne obiekty architektury, należące do olsztyneckiego muzeum (kościół, baszta i fragment murów obronnych).